# Panchuque

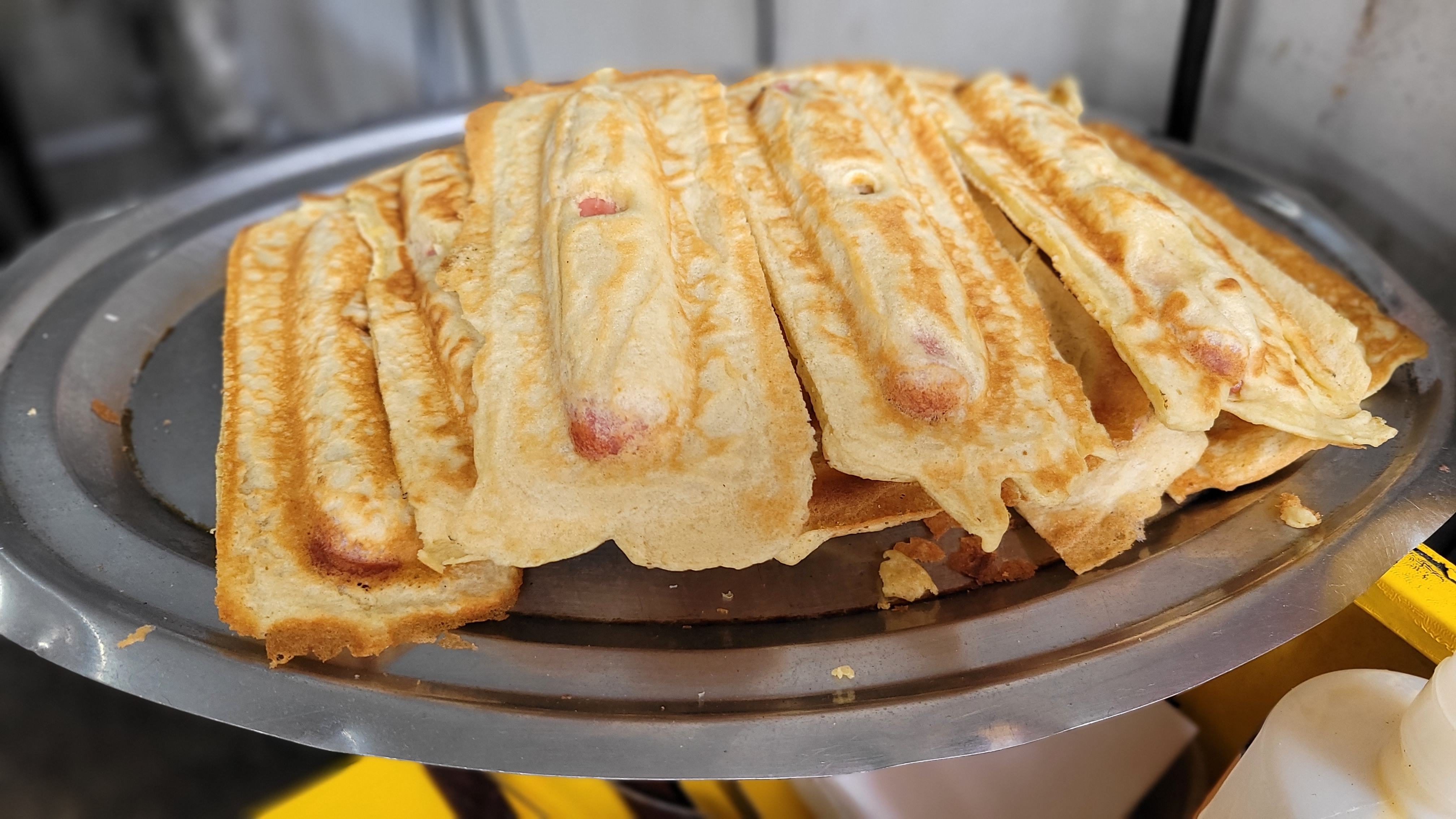
Panchuques en la zona céntrica de San Miguel de Tucumán.

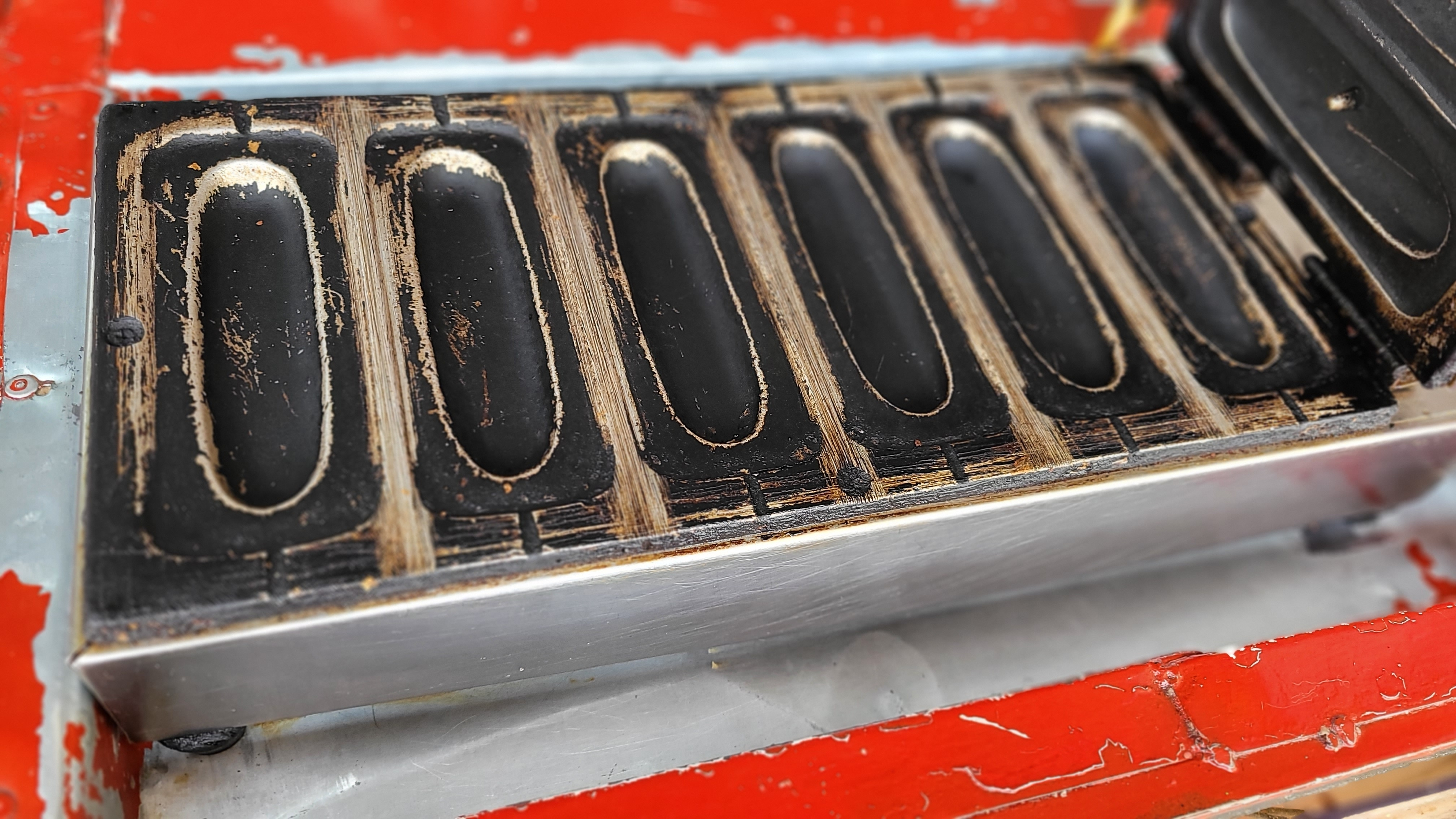
Panchuquera eléctrica.

Un panchuque, panchuker o pancho con poncho es un bocadillo caliente del tipo comida rápida originario de las provincias del Noroeste Argentino (NOA) y popular en dicha región y en Córdoba. Consiste en una salchicha de Viena o símil recubierta por una masa de harina, leche, agua, huevos, sal y pimienta. Suele acompañarse con aderezos como mayonesa, mostaza o kétchup. Es una comida callejera de bajo costo y fácil preparación. Suelen venderse en quioscos de golosinas. En países angloparlantes se conoce a este plato como bagel dog o baked corn dog.
Existe cierta polémica sobre el origen del panchuque porque, principalmente Tucumán y Santiago del Estero, se lo disputan.
En la provincia de Tucumán se empezaron a vender en la década de 1970.

## Etimología
Se cree que la etimología de panchuque proviene de la combinación de pancho (nombre que se le da al perrito caliente en Argentina) con panqueque. Es probable que la variación panchúquer, también escrito panchúker, más utilizada en Santiago del Estero, se haya debido al influjo de la palabra "frankfurter", que en Uruguay significa perrito caliente. En Córdoba se lo denomina pancho eléctrico. En la ciudad de Buenos Aires no es consumido masivamente, pero puede encontrárselo en algunos lugares que lo venden como tal, como así también en locales comerciales del Barrio Chino, donde venden variantes llamadas pancho coreano o pancho chino.

## Características
Este alimento rápido consiste en una de las llamadas salchichas de Viena recubierta por una masa de tipo gofre –para lo cual se utilizan moldes semejantes a los empleados para los gofres y hornillos portátiles–, horneada y habitualmente frita en grasa de cerdo o aceite vegetal, para fijar los sabores y evitar que la masa o cobertura se salga. Se puede acompañar con diversas salsas y aderezos y usualmente se consume directamente con la mano, ayudándose con una servilleta, pero también se comercializa con un palillo ensartado que facilita su consumo –es por esto que también se los denomina como “panchos ensartados”–. 
La máquina que sirve para preparar este alimento, denominada “panchuquera”, es un hornillo en el cual se cuecen las salchichas bañadas en la masa de panqueque o gofres.
Existe, en su variante picante, el panchuque ensartado relleno de queso con ajíes y cebolla salpimentada. Otra variante popular reemplaza la salchicha por un chorizo o longaniza con salsa de tomate.
Las variantes gourmet, sobre todos si no llevan salchicha o son dulces, generan polémica en Tucumán por ir contra el panchuque tradicional, con salchicha y salado.